# K.O. (film)
K.O. är en fransk actionfilm som hade premiär på Netflix den 6 juni 2025. Filmen är regisserad av Antoine Blossier som även skrivit filmens manus.

## Handling
Filmen handlar om en före detta MMA-fighter som försöker hitta den försvunne sonen till en motståndare han råkat döda i ringen. I jakten tvingas han ta sig an ett våldsamt gäng i Marseille.

## Rollista (i urval)
- Ciryl Gane
- Alice Belaïdi
- Gwendal Kerdelhue
- Mathieu Lestrade